# Itga, Chitapur
Itga là một làng thuộc tehsil Chitapur, huyện Gulbarga, bang Karnataka, Ấn Độ.